# Споменик природе Стабло цера у селу Добротин
Споменик природе „Стабло цера у селу Добротин“, насељеном месту на територији општине Подујево, на Косову и Метохији, представља споменик природе од 1987. године. Стабло цера (Quercus cerris L.) у Добротину се налази на месту званом „Бумелит“.

## Решење - акт о оснивању
Решење о стављању под заштиту стабла цера у селу Добротин, на месту званом Бумелит, бр. 02-06-283 - СО Подујево. Службени лист САПК бр. 14/88.